# VfR Garching
VfR Garching is een Duitse omnisportvereniging uit Garching bei München waarvan de voetbalafdeling het bekendst is.
De club werd in 1921 opgericht als voetbalclub en in 1937 kwamen de activiteiten stil te liggen vanwege de Tweede Wereldoorlog. In 1946 werd de club heropgericht en in 1973 uitgebreid met een turn- en volleybalafdeling. Hierna volgden nog onder meer basketbal en atletiek. In 2014 promoveerde de voetbalafdeling voor het eerst naar de Regionalliga Bayern, maar kon daar het behoud niet verzekeren. In 2016 promoveerde de club opnieuw.
Nord:
TSV Abtswind · 
DJK Ammerthal · 
ASV Cham · 
VfB Eichstätt ·
SC Eltersdorf ·
ATSV Erlangen · 
DJK Gebenbach · 
SpVgg Bayern Hof · 
FC Ingolstadt 04 II ·
TSV Karlburg · 
TSV Kornburg ·
FC Eintracht Münchberg ·
TSV Neudrossenfeld ·
ASV Neumarkt · 
SV Fortuna Regensburg ·
Jahn Regensburg II · 
SpVgg Weiden 2010 ·
Würzburger FV

Süd:
Türkspor Augsburg · 
TSV Dachau · 
FC Deisenhofen · 
SV Erlbach ·
TSV Grünwald ·
SV Heimstetten ·
FC Ismaning · 
SV Kirchanschöring · 
TSV Kottern · 
TSV 1882 Landsberg · 
FC Memmingen ·
TSV 1860 München II · 
TSV 1861 Nördlingen ·
FC Pipinsried ·
TSV 1896 Rain ·
SV Schalding-Heining ·
1. FC Sonthofen ·
SpVgg Unterhaching II